# Noureddine El Khademi
Noureddine El Khademi (arabe : نور الدين الخادمي), né le 18 mai 1963 à Thala, est un imam et homme politique tunisien. Il est ministre des Affaires religieuses de 2011 à 2014 au sein des gouvernements Jebali puis Larayedh.

## Biographie

### Études
Il étudie à l'école coranique préscolaire, au sein de la mosquée Ali Bahi de Thala. Mohamed Abidi, l'imam qui y officie, est son professeur. Il continue par la suite ses études à l'école primaire puis au lycée secondaire de Thala.
Il obtient en 1988 un diplôme en jurisprudence et politique islamiques à l'université Zitouna de Tunis. Entre 1993 et 1997, il prépare et décroche deux doctorats en philosophie, spécialisé en jurisprudence (PhD), toujours dans la même université.

### Carrière d'imam
Auteur de plusieurs livres, Noureddine El Khademi enseigne l'islam et la charia dans diverses universités tunisiennes et saoudiennes. Il travaille également un temps en tant que chercheur auprès de l’Encyclopédie arabe pour l'Organisation arabe pour l'éducation, la culture et les sciences (ALECSO), pour l'Encyclopédie du fondamentalisme au Koweït ainsi que pour le Centre de recherche et des études islamiques de Riyad.
Membre du Comité international de l'organisation des congrès islamiques, il a participé à l'animation d'émissions de radio sur la station du Sacré Coran, à Riyad.
En août 2010, il anime une veillée ramadanesque sous l'égide du comité de coordination du Rassemblement constitutionnel démocratique à Nabeul ; il se justifie deux ans plus tard, après la révolution de 2011 ayant entraîné la dissolution de ce parti, en indiquant ne pas avoir agi en tant que membre.

### Carrière politique
Il est nommé ministre des Affaires religieuses dans le gouvernement de Hamadi Jebali, succédant à Laroussi Mizouri, son homologue dans les gouvernements précédents.
Il a été surnommé « l'imam du djihad » pour avoir, lors d'un prêche, appelé l'Assemblée constituante « à rompre toute relation avec Israël et a appelé au djihad pour la libération de la Cisjordanie ».